# Juegos Panamericanos de 1995
Los XII Juegos Panamericanos fueron realizados en Mar del Plata, Argentina entre el 12 y el 26 de marzo de 1995. Argentina volvió a organizar los Juegos Panamericanos luego de 44 años. En estos Juegos, se disputaron por primera vez los eventos de Karate, Squash y Triatlón.
Los Juegos fueron inaugurados por el presidente de la nación Carlos Menem y estuvieron caracterizados por el crecimiento en deportes, con siete nuevas disciplinas y la disputa de 100 títulos más con relación a los juegos previos de La Habana en 1991. 
Mar de Plata, se convirtió en la primera sede de un Juego Panamericano que contó con una histórica participación de 42 naciones y más de 5000 atletas. 
En la ceremonia de apertura, el pebetero lo encendió la patinadora Nora Vega, nacida en Mar del Plata. Antes, la antorcha recorrió 19 ciudades argentinas. La canción oficial, denominada Toda América, fue interpretada por Valeria Lynch y Jairo con música de Lalo Schiffrin.
La mascota, Lobi, era un león marino, un animal común en las aguas del Puerto de la ciudad de Mar de Plata. 
La transmisión televisiva fue encomendada a ATC (Argentina Televisora Color), señal estatal argentina (tal como ocurrió en el Mundial de Fútbol de 1978). Sin embargo, no estuvo exenta de polémica debido a que en ese momento dicho canal afrontaba un conflicto con la OTI sobre su membresía en dicha entidad y un "despilfarro monetario" a la hora de comprar equipos según denunciaron publicaciones de la época.

## Sede y deportes
En Mar del Plata, las actividades se concentraron en el "Parque Panamericano" (hoy, Parque de los Deportes) y se realizaron las siguientes disciplinas deportivas: arquería, atletismo, básquetbol, boxeo, canoa/kayak, ciclismo, clavados, esgrima, fútbol, gimnasia artística, gimnasia rítmica, hockey sobre césped, hockey sobre ruedas, judo, levantamiento de pesas, lucha, nado sincronizado, natación, patín sobre ruedas, patín artístico, polo acuático, remo, squash, taekwondo, tenis, tenis de mesa, triatlón, vela y vóleibol.
En la ciudad de Buenos Aires, se llevaron a cabo las disciplinas de bádminton, béisbol, boliche, equitación, balonmano, karate, pelota, racquetball y tiro; en Paraná, softball; en Santa Fe, esquí náutico; en Necochea, clasificatorios de fútbol, en Tandil, clasificatorios de fútbol y en Miramar, mountain bike.

## Medallero
País anfitrión sombreado.
| Medallería Juegos Panamericanos 1995 |                                      |     |       |        |       |
| Pos                                  | País                                 | Oro | Plata | Bronce | Total |
| 1                                    | Estados Unidos                       | 170 | 145   | 110    | 425   |
| 2                                    | Cuba                                 | 112 | 66    | 60     | 238   |
| 3                                    | Canadá                               | 47  | 61    | 69     | 177   |
| 4                                    | Argentina                            | 40  | 45    | 74     | 159   |
| 5                                    | México                               | 23  | 20    | 37     | 80    |
| 6                                    | Brasil                               | 18  | 27    | 37     | 82    |
| 7                                    | Venezuela                            | 9   | 14    | 25     | 48    |
| 8                                    | Colombia                             | 5   | 15    | 28     | 48    |
| 9                                    | Chile                                | 2   | 6     | 11     | 19    |
| 10                                   | Puerto Rico                          | 1   | 9     | 12     | 22    |
| 11                                   | Uruguay                              | 1   | 4     | 3      | 8     |
| 12                                   | Guatemala                            | 1   | 1     | 6      | 8     |
| 13                                   | República Dominicana                 | 1   | 1     | 5      | 7     |
| 14                                   | Antillas Neerlandesas                | 1   | 1     | 4      | 6     |
| 15                                   | Ecuador                              | 1   | 1     | 3      | 5     |
| 16                                   | Perú                                 | 0   | 3     | 4      | 7     |
| 17                                   | Islas Vírgenes de los Estados Unidos | 0   | 3     | 0      | 3     |
| 18                                   | Jamaica                              | 0   | 2     | 2      | 4     |
| 19                                   | Nicaragua                            | 0   | 2     | 2      | 4     |
| 20                                   | Bahamas                              | 0   | 2     | 1      | 3     |
| 21                                   | Paraguay                             | 0   | 1     | 2      | 3     |
| 22                                   | Costa Rica                           | 0   | 1     | 1      | 2     |
| 23                                   | Dominica                             | 0   | 1     | 0      | 1     |
| 24                                   | El Salvador                          | 0   | 1     | 0      | 1     |
| 25                                   | Panamá                               | 0   | 1     | 0      | 1     |
| 26                                   | Trinidad y Tobago                    | 0   | 0     | 6      | 6     |
| 27                                   | Honduras                             | 0   | 0     | 2      | 2     |
| 28                                   | Surinam                              | 0   | 0     | 2      | 2     |
| 29                                   | Antigua y Barbuda                    | 0   | 0     | 1      | 1     |
| 30                                   | Bermudas                             | 0   | 0     | 1      | 1     |
| 31                                   | San Vicente y las Granadinas         | 0   | 0     | 1      | 1     |

## Derechos de transmisión
- Argentina: ATC.
- Chile: UCV Televisión y Telenorte. [cita requerida]